# Waikato International 2007
Die Waikato International 2007 im Badminton fanden vom 13. bis zum 16. September 2007 statt.

## Sieger und Platzierte
| Disziplin    | Gold                                | Silber                               | Bronze                                |
| ------------ | ----------------------------------- | ------------------------------------ | ------------------------------------- |
| Herreneinzel | Ashton Chen Yong Zhao               | Pablo Abián                          | Chew Swee Hau                         |
| Herreneinzel | Ashton Chen Yong Zhao               | Pablo Abián                          | Aaron Tan Wei Kiat                    |
| Dameneinzel  | Fu Mingtian                         | Gu Juan                              | Vina                                  |
| Dameneinzel  | Fu Mingtian                         | Gu Juan                              | Filipa Lamy                           |
| Herrendoppel | Wifqi Windarto Afiat Yuris Wirawan  | Khoo Kian Teck Ashton Chen Yong Zhao | Ricky Widianto Chayut Triyachart      |
| Herrendoppel | Wifqi Windarto Afiat Yuris Wirawan  | Khoo Kian Teck Ashton Chen Yong Zhao | Dinuka Karunaratne Diluka Karunaratne |
| Damendoppel  | Yao Lei Liu Fan Frances             | Vanessa Neo Yu Yan Shinta Mulia Sari | Gu Juan Zhang Beiwen                  |
| Damendoppel  | Yao Lei Liu Fan Frances             | Vanessa Neo Yu Yan Shinta Mulia Sari | Donna Cranston Renee Flavell          |
| Mixed        | Chayut Triyachart Shinta Mulia Sari | Ricky Widianto Vanessa Neo Yu Yan    | Khoo Kian Teck Liu Fan Frances        |
| Mixed        | Chayut Triyachart Shinta Mulia Sari | Ricky Widianto Vanessa Neo Yu Yan    | John Moody Catherine Moody            |